# 杏香兔儿风
杏香兔儿风（学名：Ainsliaea fragrans）为菊科兔儿风属的植物。分布于台灣本島以及中国大陆的湖北、福建、广西、安徽、江苏、四川、广东、湖南、浙江等地，生长于海拔30米至850米的地区，见于路旁、山坡灌木林下和沟边草丛中。
其种加词“Fragrans”意为“芳香的”，“有着甜美气味的”。